# Toš
Toš je priimek več znanih Slovencev:
- Aljoša Toš, kirurg
- Bronislav Horvat Toš (*1970), šolnik - likovni umetnik in ravnatelj
- Dragica Toš Majcen (*1969), agronomka
- Dušan Toš, polkovnik SV, obrambni diplomat
- Frano Toš (1900—1965), oficir, pravnik, ravnatelj Srednje ekonomske šole
- Janez Jakob Tosh (prv. McIntosh), deželni apotekar (lekarnar) v Ljubljani v 18.stol.?
- Karel Toš (1687—1737), šolnik - filozof, teolog, matematik in geograf
- Ljubo (Franc) Toš (1931—2019), zdravnik kirurg, direktor Bolnišnice Ptuj
- Lučka Toš (r. Škofič) (1933—2004), zdravnica anesteziologinja
- Maja Toš, zgodovinarka in PR-ovka
- Marjan Toš (*1957), zgodovinar, raziskovalec judovske kulturne dediščine (Sinagoga Maribor)
- Mihael Toš (*1977), germanist, avtor projekta Kein Kampf, glasbenik (bobnar in producent skupine Hudobni Volk)
- Mirko Toš (1931—2018), zdravnik otorinolaringolog mednarodnega slovesa (na Danskem)
- Mojca Seliškar Toš, šefinja kabineta predsednika republike Danila Türka, nato predsednica uprave njegove fundacije
- Niko Toš (*1934) sociolog, metodolog, raziskovalec javnega mnenja, univ. prof.
- Peter Toš (1939—2022), diplomat, publicist
- Peter Toš (1962—2021), sin Nika Toša, pravnik, šef kabineta predsednika republike Milana Kučana
- Stanko Toš (1914—1981), rokometni (športni) delavec, matematik?
- Tadej Toš (*1974), komik, voditelj in igralec
- Tomaž Toš, sadjar
- Valentina Turcu (por. Toš), baletna plasalka, koreografinja
- Vinko Toš (1909—1991), duhovnik
- Vladimir Toš, grafični oblikovalec, fotograf & ljubiteljski slikar akvarelist